# Nokia Lumia 1020
Nokia Lumia 1020 (codinome EOS) é um smartphone lançado 11 de julho de 2013, produzido pela Nokia, que teve sua divisão Mobile comprada pela Microsoft .
Em 2014, a Microsoft pode ter encerrado sua produção, passando então a vender os últimos aparelhos do estoque.

## Lançamento
Foi lançado em julho de 2013 em Nova York pelo então CEO da Nokia, Stephen Elop.

## Design
O Nokia Lumia 1020 tem um corpo de policarbonato, que dá uma pegada elegante ao aparelho e também valoriza a sua resistência. Tem bordas redondas e bem suaves, tornando sua pegada bastante confortável. O que mais chama atenção e seu corpo, é o grande volume ocupado pela câmera na traseira do aparelho, até um certo ponto dá um tom de elegância, mas pode prejudicar aos que gostam de um aparelho "menos gordinho".

## Especificações

### Tela
A tela do 1020 é um de seus destaques. Contanto com um display AMOLED (OLED) PureMotion HD+ de 4,5 polegadas com resolução de 768 x 1280 pixels (um pouco a mais do HD normal). Nas Configurações, é possível modificar a temperatura e a saturação das cores de tela. Contando com avanços na leitura sobre luz de sol forte. O touch é hiper sensível, funcionando até mesmo com luvas. 

### Câmera
O grande destaque do Lumia 1020 é sua câmera de 41 megapixels com a tecnologia PureView e conta com lentes óticas Carl Zeiss com flash LED (para filmagens) e Xenon (para fotos em geral), e uma câmera frontal de 1,2 megapixels grande-angular.

### Hardware e processamento
O conjunto de processamento do Lumia 1020 conta com chipset Qualcomm MSM8960 Snapdragon S4, CPU 1.5 GHz Dual Core e GPU Adreno 225 e memória RAM de 2GB. O principal motivo dele ter 1GB de ram a mais que seu irmão 925, é a demanda maior de processamento de sua câmera.

### Armazenamento e Nano-SIM
O Lumia 1020 usa um cartão micro-SIM. Todos os dados são armazenados na memória flash 32GB, não expansível. Há, no entanto, uma versão de 64GB, que foi lançada junto com a Telefonica (que administra a Vivo no Brasil).

### Energia e Bateria
- Bateria interna de íon de lítio recarregável;
- Bateria não removível;
- Carga via USB do computador ou carregador de tomada;
- Tempo de conversação: Até 768 minutos;
- Tempo em espera: 16 dias;

### Conteúdo da caixa
- Aparelho Lumia 1020;
- Cabo USB Nokia;
- Carregador Nokia;
- Fones de ouvido;
- Manual de usuário.